# Anita Velastegui
Anita Priscela Velástegui Ramos (Ambato, 26 de julio de 1942) es una mujer militar ecuatoriana. Es una de las tres primeras mujeres en la historia del Ecuador que han alcanzado el título de 'Coronel de Estado Mayor de Servicio' de las Fuerzas Armadas del Ecuador. Anita Velástegui se distingue por haber alcanzado este grado con la mayor antigüedad entre las tres oficiales mujeres.

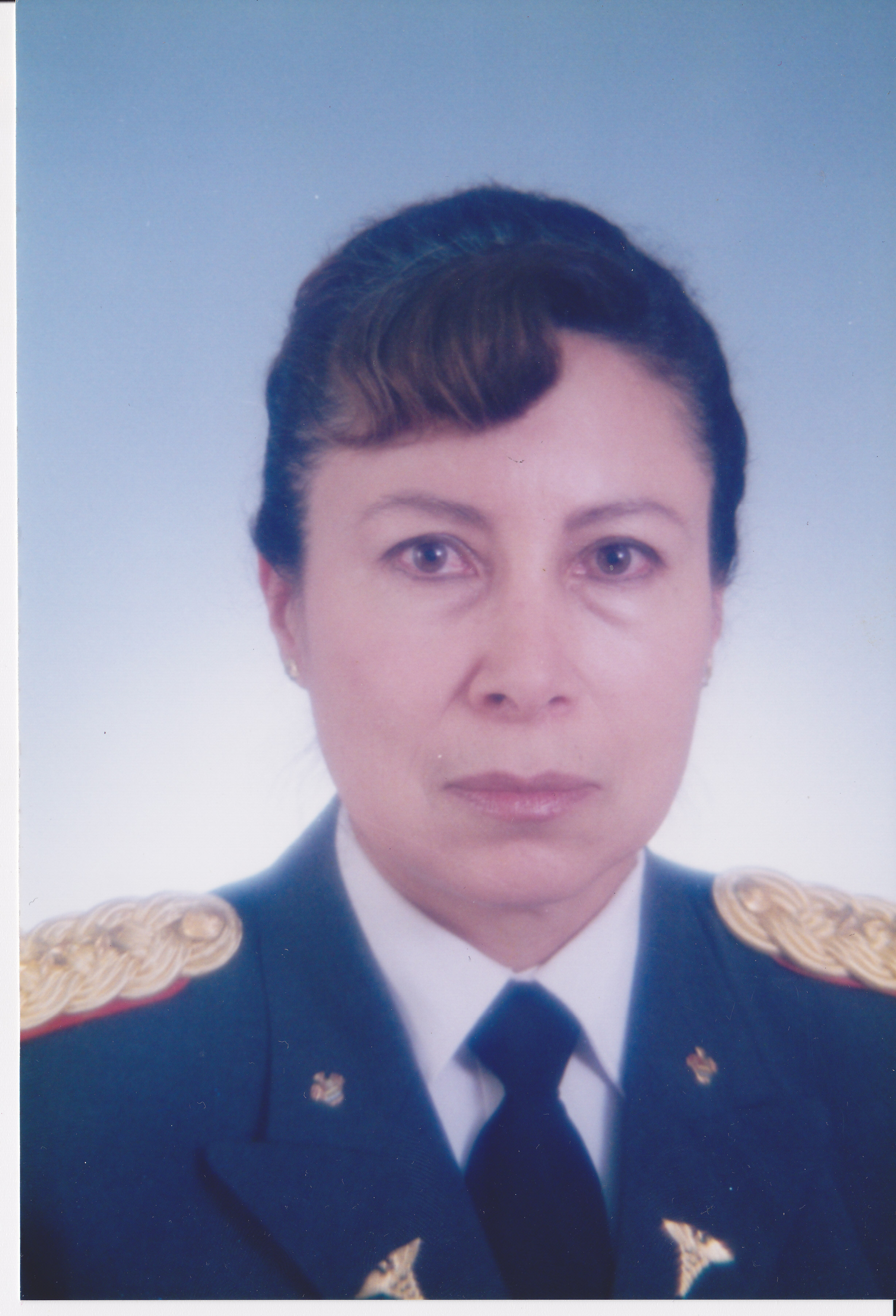
Dra. Crnl. EMS. Anita Priscela Velastegui Ramos

## Niñez y juventud
Anita Velástegui nació en la cuna de una familia dedicada a la producción y comercio de productos agrícolas. Junto con sus cuatro hermanos (tres varones y una mujer) creció en la ciudad de Ambato, también conocida como Ciudad de las Flores y las Frutas.
Luego de asistir al Liceo Cevallos para su educación primaria, estudió en el colegio femenino "Nacional Ambato" el cual finalizó a los 18 años. Como era usual en los años 60, muy similar a la actualidad, Anita decidió mudarse a la capital para comenzar sus estudios universitarios de Odontología, los cuales finalizó en el año 1966.
Curiosamente su carrera universitaria no fue un reflejo entero de sus propias aspiraciones sino de las de su padre, Estuardo. Su hermano Héctor era Odontólogo, tenía su propio consultorio en la ciudad de Quito y gozaba de cierto éxito. Esto, junto con la buena reputación asociada a la profesión odontológica, fue constantemente motivo de admiración por parte de Estuardo quien cultivó activamente en la mayor de sus hijas, Anita, el deseo de perseguir la misma carrera. La siguiente anécdota ilustra su firme convicción: A los seis años Anita respondió la pregunta de un familiar quien quería saber qué aspiraciones tenía la pequeña niña para su futuro. Su inocente respuesta fue que quería ser profesora de escuela. Al escuchar esto su padre respondió molesto que la profesión adecuada para ella es la Odontología.

## Carrera militar
En 1974 Anita se presentó al curso de militarización convocado por el Ejército Ecuatoriano, que se encontraba buscando profesionales en diferentes ramas para ocupar distintas posiciones, incluyendo médicos y odontólogos. Después de haber aprobado los exámenes de ingreso comenzó su carrera militar con el grado de Teniente en la ciudad de Cuenca. Posteriormente sirvió en diferentes localidades ecuatorianas como El Oro, Cayambe, Pastaza y finalmente en la capital Quito, en donde trabajó varios años ejerciendo su profesión de Odontóloga en el Hospital Militar de las Fuerzas Armadas.
Después de cerca de 20 años de servicio leal a la institución Militar, por primera vez en la historia del país tres mujeres (incluida Anita) ascendieron al grado de 'Coronel de Estado Mayor de Servicio de las Fuerzas Armadas' del Ecuador, el rango más alto al que una oficial de servicios podía entonces y puede actualmente aspirar dentro de la institución castrense. De entre ellas Anita asciende con la mayor antigüedad y ocupa la primera posición entre sus compañeras oficiales.
Poco tiempo después de este ascenso fue confiada con el cargo de Jefe de Sanidad del Comando Conjunto de las Fuerzas Armadas, posición que ocupó hasta finalizar su tiempo de servicio militar, que llegó a los 25 años.

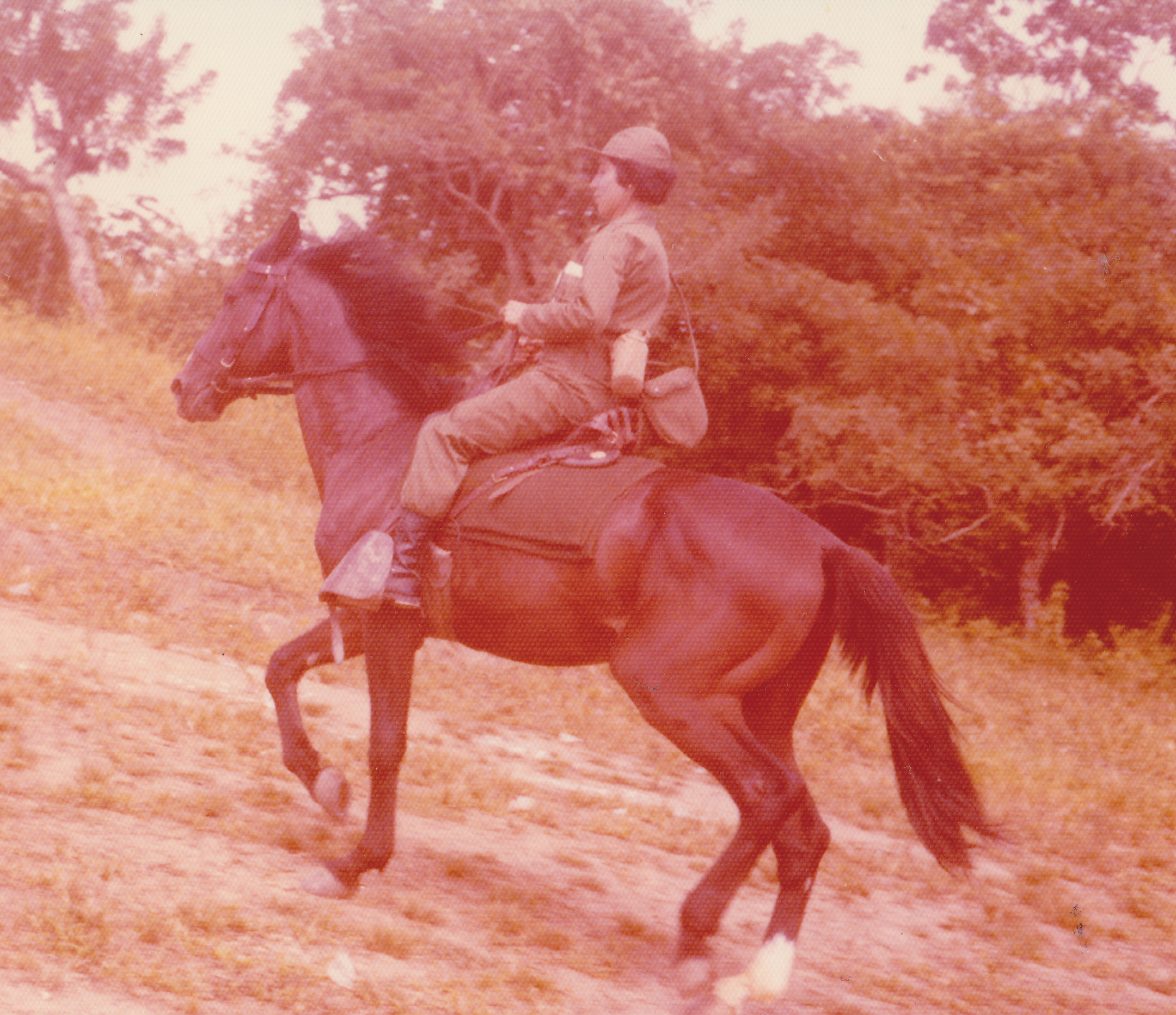
Anita Velastegui en sus primeros años de vida militar

## Vida posterior
Desde su retiro, Anita se dedica apasionadamente a la pintura y lleva más de 10 años ininterrupidos de asistir a los cursos de pintura especializada ofrecidos por el Centro de Promoción Artística de la Casa de la Cultura Ecuatoriana en la ciudad de Quito. Sus más de 50 obras en diferentes estilos y técnicas han sido presentadas al público a través de numerosas exposiciones.
Anita vive en la ciudad de Quito, lleva más de 30 años casada con Numa Pompilio Garcés Altamirano y tiene tres hijos adultos: David, Pablo y Miguel.